# Tonsidiplosis tuberculata
Tonsidiplosis tuberculata är en tvåvingeart som beskrevs av Fedotova 2005. Tonsidiplosis tuberculata ingår i släktet Tonsidiplosis och familjen gallmyggor. Inga underarter finns listade i Catalogue of Life.